# Marienkapelle (Rüngsdorf)

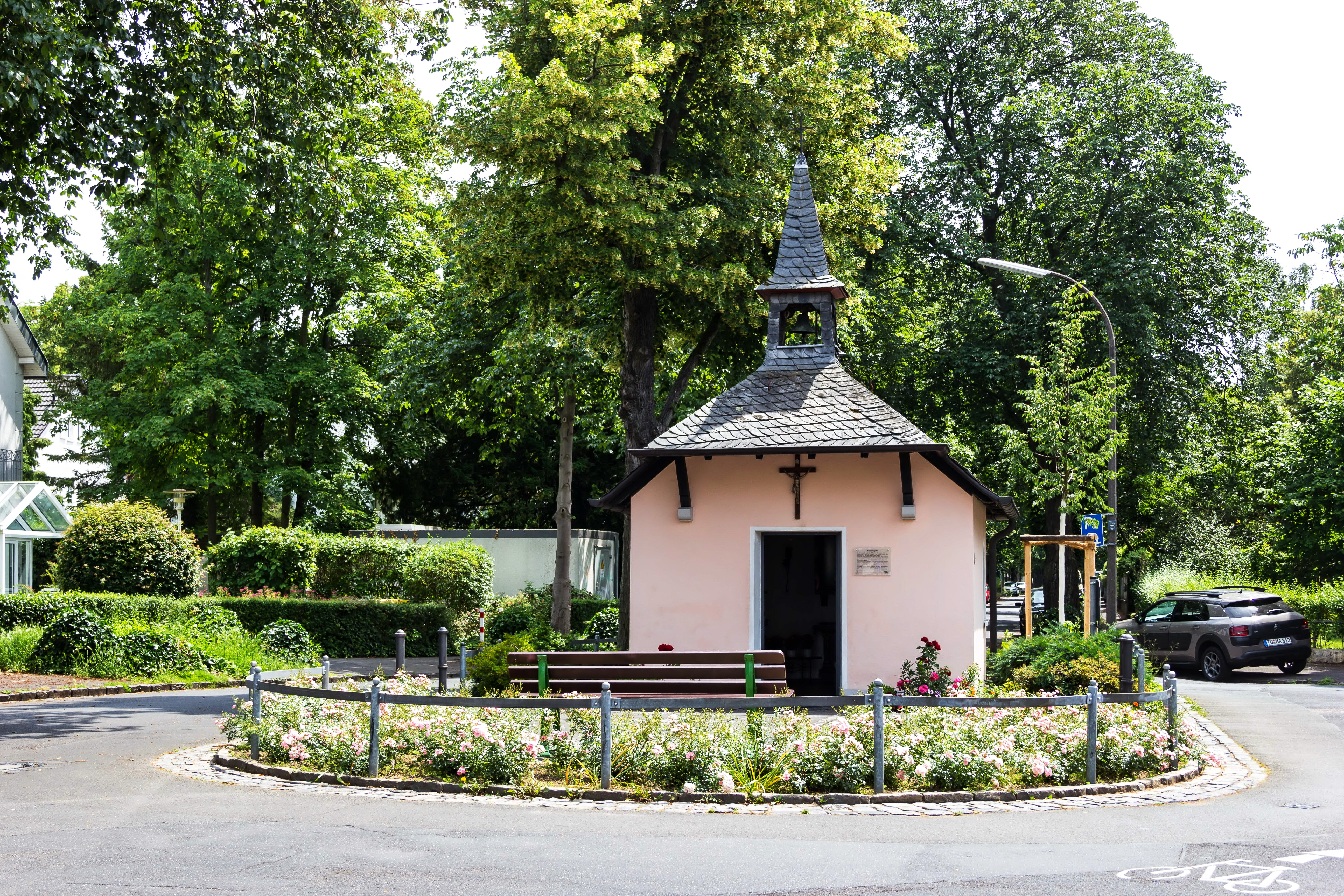
Marienkapelle, Eingangsseite (2019)

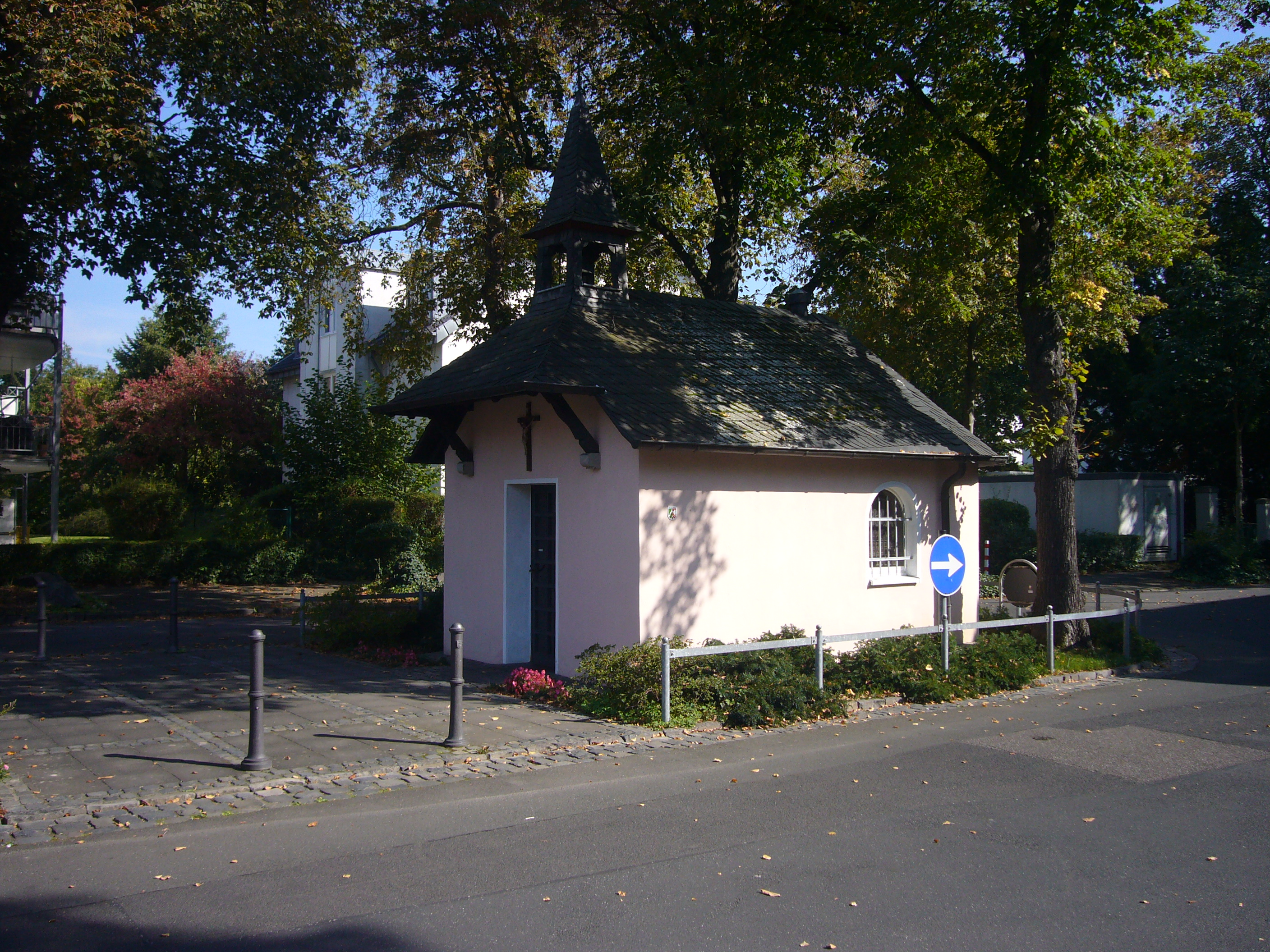
Seitenansicht (2011)

Die Marienkapelle in Rüngsdorf, einem Ortsteil des Bonner Stadtbezirks Bad Godesberg, gehört zur Katholischen Kirchengemeinde St. Andreas und Evergislus – Rheinviertel im Dekanat Bonn-Bad Godesberg des Erzbistums Köln. Das Gebäude steht seit dem Jahr 1986 unter Denkmalschutz.

## Lage
Die Kapelle liegt in einem gehobenen Wohngebiet etwa 250 Meter entfernt vom Rhein und dem Rheinhotel Dreesen. Die Anschrift lautet An der Marienkapelle 2.  Hier befand sich eine Kreuzung der früher nach Mehlem und nach Muffendorf führenden Wege. Heute kreuzen sich an der Stelle die Rolandstraße und der Kapellenweg/An der Marienkapelle, wobei die inselartig in der Mitte der Kreuzung stehende Kapelle beidseitig von der sich dazu teilenden Rolandstraße umfahren wird.

## Geschichte
Die Kapelle wurde um 1800 erbaut, der Stifter des Gotteshauses ist unbekannt. Sie ist der Verehrung von Maria als Mutter Jesu gewidmet. Im Volksmund wurde und wird sie als „Et Kapellsche“ bezeichnet. Lange Zeit war sie ein Wallfahrtsziel der umliegenden Dörfer. Auch heute noch wird die tagsüber geöffnete Kapelle regelmäßig von Gläubigen besucht, noch immer werden der hier verehrten Maria Votivtafeln gewidmet. Im Jahr 1972 wurde bei einer Restaurierung der Ausstattung festgestellt, dass die bis dahin hier aufgestellte, in weite Gewänder gehüllte Rüngsdorfer Madonna eine wertvolle mittelalterliche Holzfigur ist. Sie steht heute geschützt in der Bonner Pfarrkirche St. Andreas. Diese Madonna (Maria mit Kind) ist etwa 50 cm groß und fein gearbeitet. Es wird vermutet, dass sie wegen des kleinen Formats ursprünglich der privaten Andacht gedient haben könnte. Die Komposition der Figur lehnt sich eng an die 1496 von Dries Holthuys geschaffene Xantener Madonna in St. Viktor in Xanten an. In der Marienkapelle wurde sie durch eine andere Madonnenfigur ersetzt. 
1986/87 wurde die Bausubstanz des Gebäudes saniert und die Kapelle unter Denkmalschutz gestellt. Zum Ende des 20. Jahrhunderts folgte auf Initiative von Rüngsdorfer Bürgern unter Leitung des Vorsitzenden des Ortsausschusses, Josef Weiß, eine Neugestaltung der Außenanlage mit einem kleinen Vorplatz, so dass die Kapelle Mittelpunkt der Straßenkreuzung ist. Im Jahr 2012 sanierte ein ortsansässiges Handwerksunternehmen ehrenamtlich den Innenraum.

## Architektur
Die begehbare Kapelle verfügt über einen rechteckigen Hauptraum mit einer kleinen Apsis. Das Gebäude ist verputzt und hat ein schiefergedecktes Dach und einen ebenfalls schiefergedeckten Dachreiter über der Frontfassade. In dem Dachreiter hängt ein Glöckchen. Über dem Eingang kragt das Dach, gestützt von zwei schräg gesetzten Holzbalken, über die Mauerflucht heraus, wodurch auch an der Frontseite der Eindruck eines Walmdaches entsteht.
Die Kapelle hat zwei Rundbogenfenster mit bleigefasster Glasmalerei. Der Künstler ist unbekannt. Beide Fenster entstanden um 1930 und sind mit Antik- und Kathedralglas sowie mit Blei, Schwarzlot und Silbergelb ausgeführt. Die Darstellungen zeigen
- Maria mit Kind im Rosengarten (Mutter mit Kind erwächst aus einer Rosenknospe)
- Schutzmantelmadonna, die Gläubige (hier Eltern mit Kind) unter ihrem blauen Mantel birgt. Die Darstellung bezieht sich auf das Marienlied Maria, breit den Mantel aus, das den Schutz der Gottesmutter erbittet. Dieses Motiv enthält einen Text:

„O Mutter der Barmherzigkeit,

hoch ueber uns den Mantel breit'

uns all' darunter wohl bewahr

in aller Seel'- und Leibsgefahr.“

Über der modernen Glaseingangsstür hängt ein Kruzifix. Rechts vom Einganges wurde in den 2010er Jahren eine Informationstafel angebracht. Die Kapelle steht auf einem ovalen, mit niedrigem Metallzaun und Blumenrabatten eingefassten Grundstück.

## Ausstattung
Im Innenraum befinden sich zwei kleine Sitzbänke mit Kniebänken, zwei dreireihige Metallständer zur Aufstellung von Opferkerzen (Bitte um Marias Fürbitte bei Gott) unter Rauchabzugshauben. Die Madonna steht in einem an der Wand befestigten Metallkasten mit einer Vorderseite aus Sicherheitsglas über einem kleinen Altartisch. Auf einer Seite des Kapellenraums hängt ein Kruzifix zwischen zahlreichen Votivtafeln. In eine Wand ist ein Opferstock eingemauert. Er musste 2012 ausgetauscht werden, da Versuche, Geldscheine mit Klebeschlingen zu stehlen, ihn unbrauchbar gemacht hatten.
Bereits 2008 und 2010 hatten Unbekannte das schützende Glas der Madonna zertrümmert und Schmuckstücke der Heiligenfigur gestohlen. Als Folge kam Schmuck, der der Rüngsdorfer Madonna gestiftet wurde, nicht mehr in den Glasschrank. Im Januar 2012 wurde dennoch erneut versucht, sich Zugriff auf die Madonnenfigur zu verschaffen. Das Sicherheitsglas wurde mit einem Schlagwerkzeug zertrümmert und die Madonna leicht beschädigt, der Rosenkranz der Madonna zerrissen. Durch das entstandene Loch wurde die kleine Plastikfigur eines Embryos in den Schaukasten geworfen.